# NAAWS
NAAWS (NATO Anti-Air Warfare System) は、艦載の防空戦闘システム。元々はNATOの統一フリゲート（NFR-90計画）に搭載される戦闘システムとして開発が開始され、NFR-90計画崩壊後も各国でNAAWSコンセプトに基づいたシステムが開発された。

## 来歴
1980年代後半、NATO加盟8カ国の海軍はNFR-90構想を開始した。これは、NATOで共通のフリゲートを設計・採用し、50隻以上におよぶ大量建造を行なうものであり、NAAWSはその搭載システムとして開発された。
しかし、対水上戦兵器システムや近接兵器システムに関する意見、さらには運用コンセプトそのものの相違から、NFR-90計画は1990年代初頭には空中分解した。その結果、計画の参加国は、大きく3つの勢力に分かれて、それぞれの求める戦闘システムの開発を続行することとなった。
第1の勢力であるアメリカは、1980年より開始されていたDDGX研究に基づいて開発されたアーレイ・バーク級ミサイル駆逐艦の大量建造の目処がつき、新開発の戦闘システムを搭載した新規の戦闘艦を開発する必要性は、さしあたっては遠のいた。このため、既存の戦闘艦の搭載システムを改良するとともに、揚陸艦など、水上戦闘艦以外の戦闘艦向けの戦闘システムとして開発することとした。これは、SYQ-17 RAIDSを経て、最終的に艦艇自衛システムに発展した。
第2の勢力として、イギリス、フランス、イタリアは、新規にホライズン計画を開始し、その搭載システムとしてPAAMSを開発した。これは、多機能レーダー、艦対空ミサイル、射撃指揮システムを新規に開発し、意思決定機能については従来の戦術情報処理装置の発展型を使用するというものであった。ホライズン計画はのちにイギリスが離脱し、残る2国で進められたが、PAAMSについてはイギリスも採用することとした。
第3の勢力はNFR-90およびNAAWS計画の直接の継承者と言うべき勢力で、ドイツ、オランダ、スペインの3カ国である。これら3カ国はTFC(Trilateral Frigate Cooperation 三国フリゲート共同)計画を開始し、その搭載システムとしてNAAWSの開発を続行した。

## NAAWS (タレス対空戦システム)
NAAWSの直接の継承者と言えるのが、タレス・ネーデルラント社の対空戦闘システムである。同社の対空戦闘システムには、使用するミサイルに応じて二つの系統が存在するが、特にアメリカ製のミサイルを使用する系統については、NAAWSと通称されることもあるが、これはNaval AAW Systemの略であるとも称される。その構成は、以下のようなものである。
- SMART-L長距離捜索レーダー
- APAR多機能レーダー
- SIRIUS赤外線捜索システム
- SEWACO FD/TACTICOS 戦術情報処理装置
- Mk 41 VLS
- SM-2艦隊防空ミサイル
- ESSM個艦防空ミサイル
- CIWS
- 中口径艦砲

これは、戦術情報処理装置を同時に開発するという点で、同じヨーロッパのPAAMSよりは、むしろアメリカのイージスシステムやSSDSに近いアプローチを採用している。また、固定アンテナを採用したAPAR多機能レーダー、アメリカ製のMk 41 VLSを採用していることから、しばしばミニ・イージスと俗称される。
一方、これらとは別に、タレス・ネーデルラント社は、イギリス・イタリア・フランスが共同開発したアスター艦対空ミサイルを採用した防空戦闘システムを開発している。これは、使用するミサイルおよび発射機についてはPAAMSと同じだが、それ以外の構成要素については異なるものを使用している。例えば、多機能レーダーについては、やや性能が劣るが安価な一面回転式のハーキュリーズを使用しており、より汎用性の高いものとなっている。

### NAAWSを搭載した艦
- ザクセン級フリゲート（ドイツ海軍）
- デ・ゼーヴェン・プロヴィンシェン級フリゲート（オランダ海軍）
- イーヴァル・ヒュイトフェルト級フリゲート（デンマーク海軍）

## PAAMS
PAAMSは、イギリス、フランス、イタリアの3カ国によって、ホライズン計画艦の搭載システムとして開発されたものであり、ホライズン計画よりイギリスが離脱したのちも、3カ国による開発は続行され、搭載艦が就役している。
これは、多機能レーダー、艦対空ミサイル、武器管制システムを新規に開発し、意思決定機能については従来の戦術情報処理装置の発展型を使用するというものであり、意思決定機能をも統合した総合戦闘システムとしてのNAAWSの理念とはその点で異なっている。また、多機能レーダーについても、ホライズン計画艦向けにはEMPAR、イギリスは自国開発のSAMPSONを使用するなど、自由度の高い設計が特徴となっている。
ただし、いずれのシステムでも、使用するアスター艦対空ミサイル、そのシルヴァー VLSは共通である。

## SSDS/QRCC
艦艇自衛システム (SSDS)は、NAAWSの概念を戦闘艦以外の艦種に適用したもので、NAAWSから派生したものとしてはもっともラディカルな設計を取り入れている。
その基本的なコンセプトは、ネットワーク中心の戦いのコンセプトを艦内に持ち込んだもので、たとえば、ファランクス CIWSはセンサー系グリッドと交戦系グリッドの重なったものとして定義され、その射撃指揮レーダーは、RAMの射撃指揮にも用いられるようになっている。また、情報系グリッドに関しては完全な分散処理方式となっており、従来は戦術情報処理装置として用いられてきたACDS (先進戦闘指揮システム) は、むしろヒューマンマシンインターフェースとしての性格が重視されるようになった。
現在、アメリカ海軍は、戦闘艦にはイージスシステムを、それ以外の艦には艦艇自衛システムを搭載する方針となっている。